# إعادة تنشيط (سلسلة أفلام)
إعادة التنشيط بالانكليزية (Re-Animator) هي سلسلة أفلام مؤلفة من ثلاث أفلام رعب مثلت من قبل ستيوارت جوردون وبريان يوزنا مبنية على قصة قصيرة كتبت عام 1922م  تدعى هربرت ويست المعيد إلى الحياة كتبت من قبل هوارد فيليبس لافكرافت, الشخصية الرئيسية هي هيربرت ويست، مثلت من قبل الممثل جيفري كومبس في الأفلام الثلاثة.

## الأفلام
| الفيلم                                         | المخرج         | الكتاب                                           | المنتجين                                     |
| اعادة التنشيط Re-Animator (1985)               | ستيوارت غوردون | ستيورات غوردون ويليام جيمس نوريس دينيس باولي     | بريان يوزنا                                  |
| عروس اعادة التنشيط Bride of Re-Animator (1990) | بريان يوزنا    | ريكي فراي وودي كيث بريان يوزنا                   | بريان يوزنا                                  |
| وراء اعادة التنشيط Beyond Re-Animator (2003).  | بريان يوزنا    | ميغوال تيجادافلوريس جوسي منوال غوميز بريان يوزنا | بريان يوزنا جوليو فيرنانديز كارلوس فيرنانديز |

## الكتب الهزلية
بين العامين 1991 و 1992 م، مغامرات القصص المصورة، وقسم من ماليبو كوميكس،
اطلقت سلسلتين قصيرتين متعلقة بالفيلم.
- بلغت ميزانية الجزء الأول 900 الف دولار و بلغت ارباحه 2 مليون دولار.
- إعادة التنشيط، يوجد ثلاث قصص مصورة متعلقة  بالجزء الأول.
- إعادة التنشيط - فجر إعادة التنشيط قصة رابعة بادئة للأفلام.